# Cardiophorus signatus
Cardiophorus signatus là một loài bọ cánh cứng trong họ Elateridae. Loài này được A. G. Olivier miêu tả khoa học năm 1790.